# Eleonore Kötter
Eleonore Kötter (* 2. September 1932 in Schwelm; † 13. Juli 2017 in Freudenstadt) war eine deutsche  Malerin und  Grafikerin.

## Leben und Wirken
In Schwelm bei Wuppertal geboren, kam Eleonore Kötter als 12-Jährige mit ihren Eltern nach Aach bei Freudenstadt. Die Familie war 1943 aus Wuppertal vor dem Bombenkrieg in den Schwarzwald geflüchtet. Nach dem Schulabschluss in Dornstetten absolvierte Kötter in Aach auf Wunsch des Vaters eine kaufmännische Lehre und arbeitete im elterlichen Betrieb. Nebenher besuchte sie Vorträge über Kunstgeschichte und Kunst im Volksbildungswerk Freudenstadt und nahm dort Zeichenunterricht bei Otto Rühle (1909–1996). Von 1954 bis 1958 studierte Kötter an der Freien Kunstschule in Stuttgart bei Hermann Hübsch (1901–1995), Emil F. Karsten (1910–1993), Hans Karl Schlegel (geb. 1923). Unterricht nahm sie zudem bei der Aquarellmalerin Ilse Beate Jäkel (1907–1982). Von 1957 bis 1974 lebte und arbeitete Eleonore Kötter in dem 1955 gebauten Künstlerinnenhaus der GEDOK Stuttgart in der Hölderlinstraße 17. Aus dieser Zeit rührt ihre Freundschaft mit der Bildhauerin Eva Zippel (1925–2013). In den 1970er Jahren nutzte sie auch Arbeitsmöglichkeiten im Atelierhaus des Bundes Bildender Künstlerinnen Württembergs e. V. (BBK) am Eugensplatz in Stuttgart. Im Herbst 1974 zog Kötter wieder nach Aach, 1979 nach Dornstetten, wo sie im historischen Gebäude der Alten Vogtei in der Silbergasse 2 bis zu ihrem Tod 2017 wohnte und arbeitete.
Viele ihrer Werke befassen sich mit Natur, häufig aus ungewohnten Blickwinkeln präsentiert. Kötter bevorzugt grafische Techniken: Holzschnitt, Linolschnitt, Radierung. Fast immer war Kötter zu Fuß unterwegs und nahm sich dabei viel Zeit, die jeweilige Umgebung und ihre Stimmungen aufzunehmen, um diese in Skizzen festzuhalten und in ihren Bildern Ausdruck zu verleihen. Über lange Schaffensjahre hat sie eine Vielzahl von Naturmotiven in immer neuen Variationen bearbeitet. Im Zentrum von Kötters Kunst steht dabei stets der Schöpfungsgedanke. Neben Landschaften und Naturstillleben hat Kötter auch die gebaute Umwelt interessiert, die sie in Ansichten von Bauwerken und Ortschaften verarbeitet hat. Auf ausgedehnten Reisen fand Eleonore Kötter Inspiration für ihre künstlerische Arbeit.
1997 gründete die Künstlerin die Eleonore Kötter Kunststiftung, die sie als Grundstock für die städtische Kunstsammlung an ihrem Wohnort Dornstetten verstanden wissen wollte. Untergebracht sind Kunstsammlung und grafisches Kabinett zusammen mit einem volkskundlichen Museum im ehemaligen Fruchtkasten der Stadt. Die Stiftung umfasst den gesamten Nachlass der Künstlerin. Seit Anfang 2019 liegt ein digitales Werkverzeichnis vor, das ca. 800 Arbeiten von Eleonore Kötter sowie ca. 200 Werke anderer Künstler umfasst. Ein Teil des künstlerischen Werkes von Eleonore Kötter ist auf der Objektplattform  museum digital online zugänglich.

## Ausstellungen (Auswahl)
Einzelausstellungen seit 1958, vorwiegend in Städten im deutschen Südwesten
- 1967: Wuppertal, Von der Heydt-Museum
- 1971: Sindelfingen, Galerie Stadt Sindelfingen
- 1976: Hannover, Galerie Eisenbach
- 1977: Dornstetten, Oberes Torhaus
- 1979: Stuttgart, GEDOK-Galerie
- 1982: Bietigheim-Bissingen, Hornmoldhaus
- 1981: Kirchheim unter Teck, Kornhaus
- 1983: Freudenstadt, Kurhaus
- 1993: Moskau, Galerie Khodynka
- 2002: Lauterbach, Galerie Wilhelm Kimmich
- 2008: Görlitz, Historischen Rathaus
- 2011: Leipzig, Literaturhaus
- 2018: Wermsdorf, Galerie in der Hubertusburg

## Werke in öffentlichen Sammlungen
Städt. Sammlungen Dornstetten (künstlerischer Nachlass), Städtische Galerie Bietigheim-Bissingen, Regierungspräsidien Freiburg, Stuttgart und Tübingen,  Klingspor-Museum Offenbach, Staatsgalerie Stuttgart, Stadt Sindelfingen.